# Heinz Hopf
Pour les articles homonymes, voir Hopf.
Cet article concerne le mathématicien allemand. Pour l'acteur suédois (1934-2001), voir Heinz Hopf (acteur).
Heinz Hopf (1894-1971) est un mathématicien allemand, pionnier de la topologie algébrique.

## Biographie

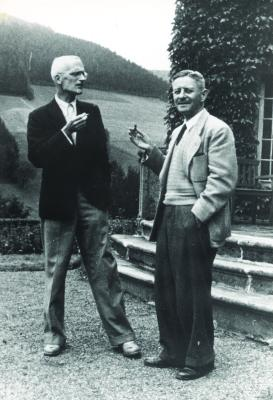
Heinz Hopf (à droite) et Hellmuth Kneser,
à Oberwolfach (coll. MFO).

Heinz Hopf est né à Gräbschen en royaume de Prusse ; sa mère est Elizabeth (née Kirchner) et son père Wilhelm Hopf. Celui-ci est né juif et s'est converti au protestantisme un an après la naissance de Heinz, tandis que celle-là vient d'une famille protestante.
Hopf a montré très jeune des aptitudes mathématiques. Il est entré en 1913 à l'université Friedrich Wilhelms de Silésie où il a suivi des cours de Ernst Steinitz, Adolf Kneser, Max Dehn, Erhard Schmidt et Rudolf Sturm (de).
Au début de la Première Guerre mondiale en 1914, il s'engage dans l'armée. Il est blessé deux fois et reçoit la Croix de fer en 1918.
En 1920, Hopf s'installe à Berlin pour continuer ses études mathématiques. Il travaille sous la direction de Ludwig Bieberbach et soutient son doctorat en 1925. Dans sa thèse sur les relations entre la topologie et la métrique des variétés, il démontre que toute variété riemannienne de dimension 3 de courbure constante est globalement isométrique à un espace euclidien, sphérique ou hyperbolique. Il étudie aussi les indices des points singuliers des champs de vecteurs sur les hypersurfaces et relie leur somme à la courbure. Six mois plus tard, il donne une preuve nouvelle du fait que la somme des indices des points singuliers d'un champ de vecteurs sur une variété est indépendante du choix du champ de vecteurs et égale à la caractéristique d'Euler de la variété. Ce théorème porte aujourd'hui le nom de théorème de Poincaré-Hopf.
Hopf passe l'année qui suit son doctorat à Göttingen, où David Hilbert, Richard Courant, Carl Runge et Emmy Noether travaillent. Il y rencontre Pavel Alexandrov avec qui il restera ami toute sa vie.
En 1926, Hopf retourne à Berlin, où il donne un cours en topologie combinatoire. Il passe l'année universitaire 1927-1928 à l'université de Princeton. À ce moment, Solomon Lefschetz, Oswald Veblen et James W. Alexander (en) s'y trouvaient aussi. Lors de l'été 1928, Hopf retourne à Berlin et commence à travailler avec Alexandrov, sur une suggestion de Courant, sur un livre de topologie publié en 1935.
En octobre 1928, Hopf épouse Anja von Mickwitz (1891-1967). L'année suivante, il refuse une offre d'emploi de Princeton. En 1931, Hopf hérite du poste de Hermann Weyl à l'École polytechnique fédérale de Zurich.
Hopf refuse une autre invitation de Princeton en 1940. Deux ans plus tard, il demande la nationalité suisse après la confiscation de ses biens par les nazis.
En 1946/47 et 1955/56, il visite les États-Unis, résidant à Princeton et faisant des conférences à l'université de New York et l'université Stanford. Il est président de l'Union mathématique internationale de 1955 à 1958.